# بني عويد (حرض)

تعديل مصدري - تعديل

بني عويد هي إحدى قرى عزلة العتنة بمديرية حرض التابعة لمحافظة حجة، بلغ تعداد سكانها 160 نسمة حسب تعداد اليمن لعام 2004.